# Csagodai járás

A Csagodai járás a Vologdai területen

A Csagodai járás (oroszul Чагодощенский муниципальный район) Oroszország egyik járása a Vologdai területen. Székhelye Csagoda.

## Népesség
- 1989-ben 17 866 lakosa volt.
- 2002-ben 15 624 lakosa volt, akik főleg oroszok.
- 2010-ben 13 865 lakosa volt, melyből 13 541 orosz, 121 ukrán, 30 fehérorosz, 20 örmény, 16 tatár, 10 azeri, 10 cigány, 6 üzbég stb.